# Ken Masauvakalo
Ken Masauvakalo (ur. 20 listopada 1984 na Vanuatu, zm. 30 grudnia 2009 na Vanuatu) – vanuacki piłkarz, grał na pozycji środkowego obrońcy. Jego ostatnim klubem był Amicale FC. Oprócz klasycznej piłki nożnej, uprawiał także piłkę nożną plażową, będąc reprezentantem kraju w tej dyscyplinie. Jego brat, Fenedy, jest również piłkarzem i reprezentantem kraju.